# Орден Заслуг герцога Петра Фридриха Людвига

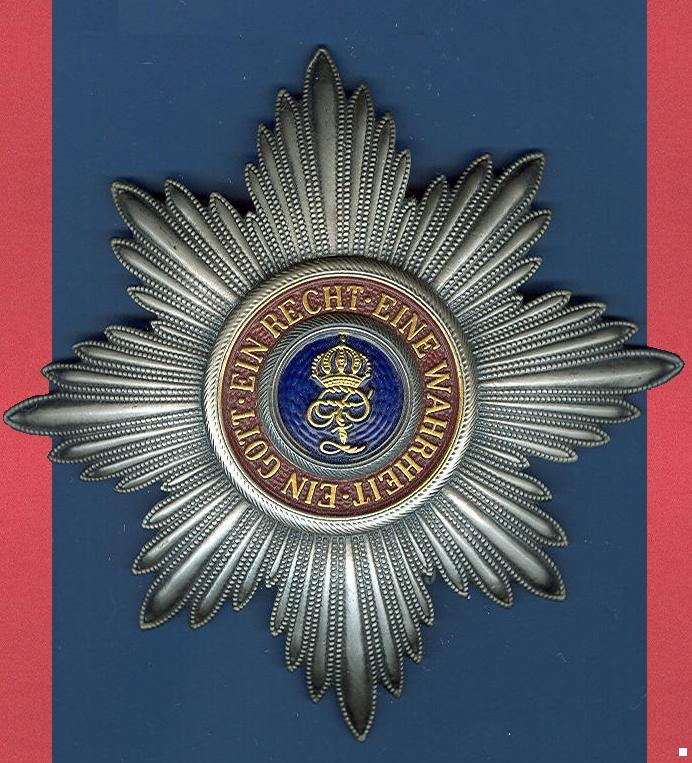
Звезда Большого креста

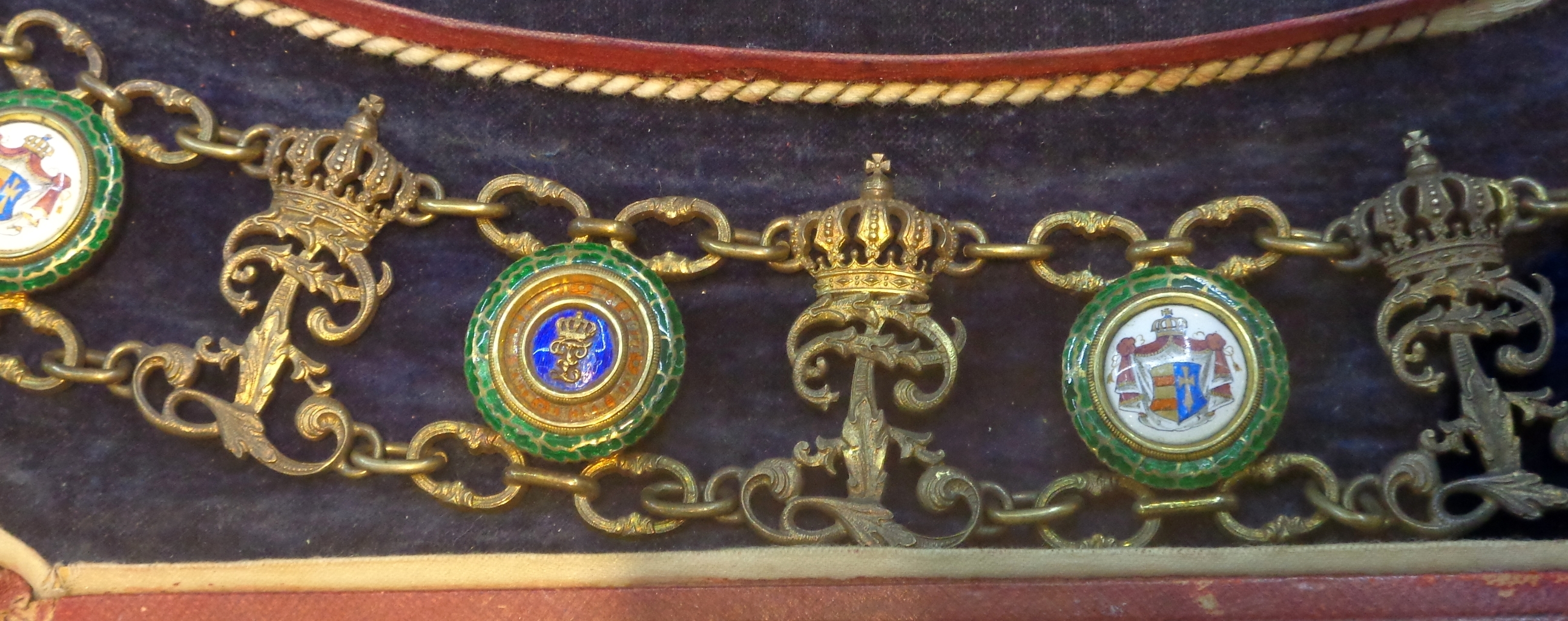
Фрагмент цепи ордена

Орден Заслуг герцога Петра Фридриха Людвига (нем. Oldenburgischer Haus- und Verdienstorden des Herzogs Peter Friedrich Ludwig) — династический орден Великого герцогства Ольденбург, учрежден 27 ноября 1838 года как награда за военные и гражданские заслуги..

## Степени ордена
Орден состоял из следующих 5 степеней:
- большой крест:
  - с золотой короной,
  - без короны;
- большой командорский крест;
- командорский крест;
- офицерский крест;
- рыцарский крест:
  - I класса,
  - II класса.

Орден был учрежден Павлом Фридрихом Августом, великим герцогом Ольденбургским, в память двадцатипятилетия восхождения на престол великого герцогства его отца Петра Фридриха Людвига. Орден вручался с 1838 по 1918 гг. Награждения прекратились после сложения полномочий последнего великого герцога..
Первоначально Кавалерами Ордена могли быть только граждане Ольденбурга. При этом число кавалеров Ордена было ограниченно:
- 4 Кавалера Большого Креста (не считая принцев),
- 4 Кавалера Большого Командорского креста,
- 8 Кавалеров Командорского Креста,
- 24 Кавалера Рыцарского креста.

В это число не входили случаи награждения за военные заслуги. Принцы великогерцогского дома были Кавалерами Большого Креста с Золотой короной.
Старейшие Кавалеры (старшинство по дате награждения) получали ежегодные пенсии в зависимости от классности орденского знака.
После смерти награждённого или в случае награждения более высокой степенью Ордена, орденский знак возвращался в Капитул Ордена.

## Описание ордена
Знак ордена представляет собой золотой лапчатый крест, покрытый белой эмалью с золотой окантовкой с лицевой и оборотной сторон. На голубом медальоне монограмма Петра Фридриха Людвига «PFL» под герцогской короной. По красному ободку девиз ордена: «EIN GOTT, EIN RECHT, EINE WAHRHEIT» («один Бог, одно право, одна истина»). На оборотной стороне в центре изображён герб великого герцогства. На концах креста обозначены даты:
- «17 Jan: 1755» – рождение великого герцога;
- «6 Juli: 1785» – вступление на престол;
- «21 Mai: 1829» – год смерти;
- «27 Nov: 1838» – учреждение ордена.

Знак Большого креста ордена носился на ленте через правое плечо либо на цепи. Командорские знаки носились на шее, остальные на левой стороне груди. Кавалеры Большого креста и большого командорского креста носили на груди звезду, украшенную таким же медальоном, как и на знаке ордена.
Лента ордена синяя с двумя красными полосками по краям.

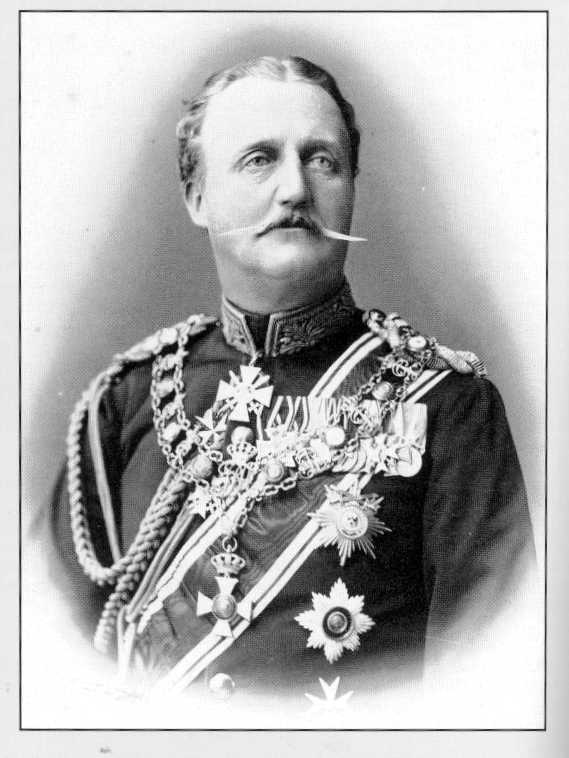
Князь Георг Альберт Шварцбург-Рудольштадтский со звездой (вторая сверху) и знаком ордена на цепи

## Известные кавалеры ордена
- Александер фон Фалькенхаузен
- Эрих Фридрих Вильгельм Людендорф
- Император Николай II[~ 1]
- Великий князь Михаил Александрович
- Великий князь Борис Владимирович
- Кристиан Грипенкерль, профессор исторической живописи
- Теодор фон Трошке — прусский военачальник, генерал-лейтенант, военный писатель.

## Комментарии
1. ↑  Орденом великий князь Николай Александрович (в будущем император Николай II) был награждён в 1881 году, после объявления наследником престола[4].